# Raydel Hierrezuelo
Raydel Hierrezuelo Aguirre (L'Avana, 14 luglio 1987) è un pallavolista cubano, palleggiatore del Foinikas Syro.

## Palmarès

### Club
- Campionato turco: 1

2017-18
- Campionato argentino: 1

2018-19
- Coppa di Turchia: 1

2017-18
- Supercoppa greca: 1

2021
- Coppa Libertadores: 1

2018-19

### Nazionale (competizioni minori)
- Campionato nordamericano Under-21 2006
- Giochi panamericani 2007
- Coppa America 2007
- Coppa America 2008
- Giochi panamericani 2011

### Premi individuali
- 2006 - Campionato nordamericano Under-21: Miglior palleggiatore
- 2009 - Campionato nordamericano: Miglior palleggiatore
- 2018 - Efeler Ligi: Miglior palleggiatore
- 2019 - Coppa Libertadores: Miglior palleggiatore